# Ashtabula, Ohio
Ashtabula là một thành phố thuộc quận Ashtabula, tiểu bang Ohio, Hoa Kỳ. Năm 2010, dân số của thành phố này là 19124 người.

## Dân số
- Dân số năm 2000: 20962 người.
- Dân số năm 2010: 19124 người.